# 도요토미촌 (지바현)
도요토미촌(豊富村)은 지바현 지바군에 설치되었던 촌이다. 현재의 후나바시시 북부에 해당한다.